# Saint-Christophe-des-Bardes

Saint-Christophe-des-Bardes este o comună în departamentul Gironde din sud-vestul Franței. În 2009 avea o populație de 507 de locuitori.

## Evoluția populației
| An        | 1975 | 1982 | 1990 | 1999 | 2006 | 2009 |
| --------- | ---- | ---- | ---- | ---- | ---- | ---- |
| Populație | 646  | 594  | 547  | 515  | 517  | 507  |